# Autoapologia Jezusa
Autoapologia Jezusa – wysuwane przez Jezusa Chrystusa argumenty za jego boskością, określane mianem klasycznej apologii chrześcijaństwa. W rozumieniu teologiczno-fundamentalnym autoapologia Jezusa jest najważniejszym źródłem wiarygodności chrześcijaństwa. Do argumentów apologijnych należą słowa i czyny Jezusa, a konkretnie:
- świadomość bardzo bliskiej łączności z Bogiem Ojcem i idąca za tym postawa Jezusa względem ludzi, charakteryzująca się szczerością, prawdomównością, pokorą i służebną miłością,
- ponadludzkie kwalifikacje etyczno-moralne Jezusa,
- ponadprzeciętne kwalifikacje intelektualne Jezusa,
- świadomość wypełniania starotestamentalnych proroctw mesjańskich,
- cuda Jezusa,
- zapowiadane przez Jezusa śmierć i zmartwychwstanie,
- działanie eklezjotwórcze Jezusa.

Według apologii chrześcijańskiej autoapologia Jezusa wskazuje na Jego świadomość mesjańską i wyjątkowość, a co za tym idzie, decyzja uwierzenia w Jezusa jako Mesjasza ma racjonalne podstawy.